# Belgian Recorded Music Association
A Belgian Recorded Music Association (BRMA, ou "Associação Belga de Música Gravada"), anteriormente Associação Belga de Entretenimento (BEA), é a entidade oficial da Bélgica que representa os interesses da indústria fonográfica no país. Ela é associada ao IFPI e à parada musical oficial belga, a Ultratop.